# Haštira
Haštira era una ciutat hitita propera a Nerik que cap a l'any 1400 aC va ser conquerida pels kashka.
Hattusilis, rei de Nerik (després Hattusilis III) la va reconquerir en el primer terç del segle xiii aC. El seu nom significa 'l'estrella' en una llengua anatòlica.